# Villa Lusitano Romana de Torre de Palma

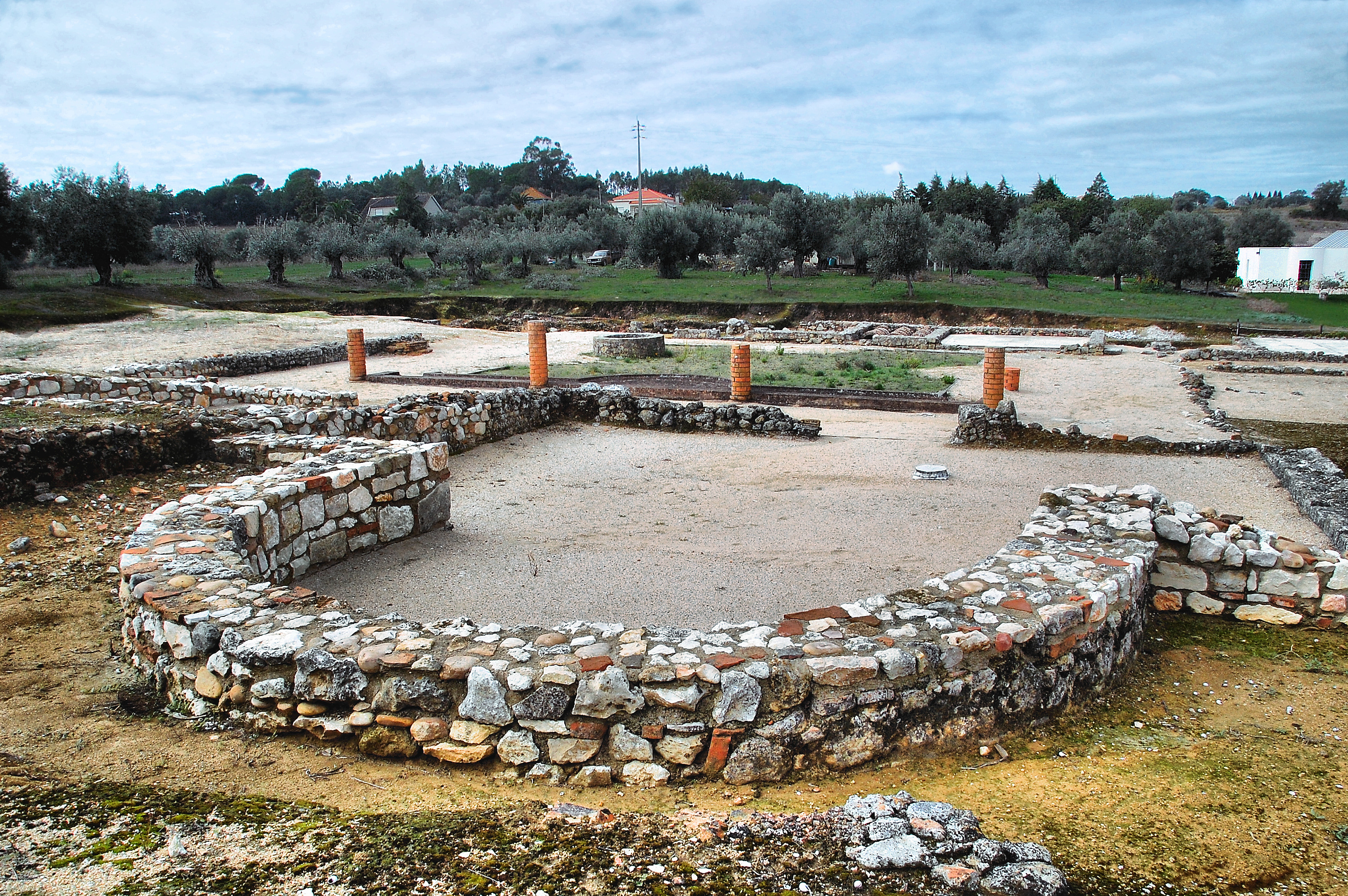
Villa Romana

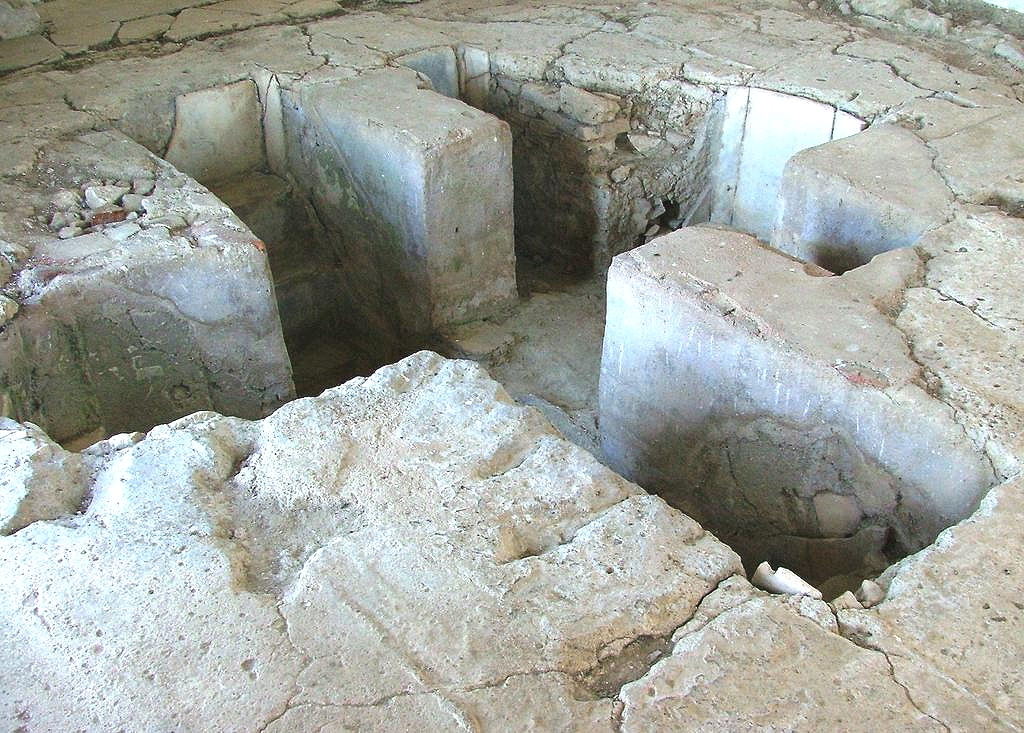
Baptisterium

Die Villa Lusitano-Romana de Torre de Palma ist eine römische Villa bei Monforte in Portugal, in römischer Zeit Teil der Provinz Lusitania. Sie gilt als eine der größten Anlagen auf der iberischen Halbinsel und als vorzügliches Beispiel zur Entwicklung in der Spätantike. Die Prosperität dieser Latifundien ist in der Region häufig durch Heiligtümer im Hofbereich (etwa in Milreu) belegt. Neben den ausgedehnten Wohnbereichen ist in Torre de Palma eine Basilika sowie ein siebenräumiges Baptisterium freigelegt worden.

## Lage
Die Villa von Torre de Palma liegt ca. 5 km nordwestlich von Monforte an der Hauptstraße nach Vaiamonte. Von dem Landgut Herdade da Palma führt ein ausgeschilderter, unbefestigter Weg zu der eingezäunten Anlage.

## Ausgrabungen
Die Überreste der Villa wurden im Jahr 1947 entdeckt und bis 1956 wurden Ausgrabungen unter der Leitung des portugiesischen Archäologen Manuel Heleno durchgeführt. Man fand unter anderem mehrere gut erhaltene geometrische Mosaiken in der Säulenhalle und das so genannte Sternenmosaik sowie zahlreiche Wandmalereien.
Im archäologischen Museum von Monforte sind Originale und Reproduktionen der Mosaiken ausgestellt. Die am besten erhaltenen Mosaike befinden sich im Museu Nacional de Arqueologia in Lissabon.

## Anlage
Die Chronologie der verschiedenen Zeitabschnitte der Villa reicht vom 1. bis zum 5. Jahrhundert, wobei ab dem 3. Jahrhundert eine verstärkte Bautätigkeit und eine Blütezeit der Anlage im 4. Jahrhundert festgestellt werden konnte. Neben einem großen Wohnkomplex wurde östlich ein Thermenkomplex entdeckt, ein Gebäude nördlich des Hauptgebäudes dürfte ebenfalls zu Wohnzwecken gedient haben. Als Indiz für frühes Christentum gilt die Errichtung einer Basilika sowie eines Baptisteriums im nördlichen Teil der Anlage, wo sich auch zwei zugehörige Gräberfelder befanden.

### Villa rustica
Allein das Hauptgebäude der Anlage nahm eine Fläche von 10.000 m² ein. Es wurde um einen viereckigen Innenhof angelegt. Im Zentrum befand sich ein Wasserbecken mit angrenzender auf Säulen gestützter Veranda und Mosaikböden. An den Innenhof grenzen das Tablinum und die Exedra an, die eine Art Musik- und Gesellschaftsraum früher Zeit darstellten. Hier wurden die berühmten Mosaiken mit Darstellungen von Musen und Pferden gefunden. Der Speisesaal, das Triclinium, ist durch Freskenmalereien an den Wänden und ein Mosaik mit Blumenmotiven am Boden verziert.

### Basilika
Direkt neben dem Eingang liegen die Ruinen der frühchristlichen 26 m langen Basilika mit einer kreuzförmig angelegten Taufkapelle. Starke Fundamentreste unter der Basilika lassen vermuten, dass sich dort vorher ein anderes Bauwerk befand. Der Fund von neun Münzen am Ostende des Langhauses legt für die Basilika eine Datierung nach der Mitte des 4. Jahrhunderts nahe, da die Prägedaten zwischen 335 und 357 liegen. Die Basilika wurde im 6. Jahrhundert, in westgotischer Zeit, erneuert. Dabei erhielt sie an beiden Enden je eine Apsis, ein Bautyp der in Hispanien zwischen dem 6. und dem 7. Jahrhundert fünfmal belegt ist. Im 7. Jahrhundert wurden Anbauten angefügt.

### Baptisterium
Im 7. Jahrhundert wurde ein siebenräumiges Baptisterium an die Basilika angebaut. Die zugehörige Piscina ist eine der eindrucksvollsten der iberischen Halbinsel und hat noch Partien ihrer Marmorverkleidung. In ihrer komplizierten Ausbildung und der Eintiefung in den Boden ist sie baugleich mit derjenigen von Idanha-a-Velha. Sie besitzt ebenfalls eine Differenzierung für Erwachsenen- und Kindertaufen. Durch ein nach der Reconquista entstandenes Kirchlein wurde die Bausubstanz im Westteil der Villa indessen unübersichtlich. Der Taufraum hat nun ein modernes Schutzhäuschen.